# マシネス
マシネス（英: Mathiness）とは、経済分析における数学の誤用を指すポール・ローマーによる造語である。科学の規範に則った著者は自身の分析を明晰にするために数学的な理由づけを用いるべきである。一方で"マシネス"は、そのような明確化を意図せず、逆に誤読を意図している。つまり、マシネスは非現実的な仮定によりイデオロギー的な目標を隠す方程式の偽装行為である。

## 用語の受容
マシネスが最初に使われたのは2015年1月に行われたアメリカ経済学会の年次大会である。その後、Mathiness in the Theory of Economic Growth（経済成長理論におけるマシネス）と題されたポール・ローマーの論文が American Economic Review という学術雑誌に掲載された。新しい造語マシネスはコメディアンであるスティーブン・コルベアによる造語であるtruthinessを踏襲している。ローマーはマシネスが経済学をねじれさせていると警告した。
Presenting a model is like doing a card trick. Everybody knows that there will be some sleight of hand. There is no intent to deceive because no one takes it seriously. Perhaps our norms will soon be like those in professional magic; it will be impolite, perhaps even an ethical breach, to reveal how someone’s trick works.　（訳）モデルのプレゼンテーションはカードマジックをやるようなものだ。誰しもが小手先の手品があるだろうことを知っている。誰もそれを本気にしていないので、そこに誰かをだまそうという意図はない。ひょっとしたら、我々の規範はプロのマジックにおけるそれへと急速に変化するのかもしれない。つまり、誰かのトリックがどのように働くかを明らかにすることは無作法どころかひょっとしたら倫理的な違反行為になるかもしれない。
ローマーは特にエドワード・プレスコットとロバート・ルーカスのある著作とトマ・ピケティの21世紀の資本に言及し、科学的厳密性への回帰について主張している。
Economists have a collective stake in flushing mathiness out into the open. We will make faster scientific progress if we can continue to rely on the clarity and precision that math brings to our shared vocabulary.　（訳）経済学者はマシネスを白日の下にさらすことについて集団的に関わっている。もし数式が我々の共通語彙にもたらすような明快さや正確さに我々が依拠し続けることができるのならば、科学の進展をより速めることができるだろう。

## マシネスについての議論
ティム・ハーフォードはジョージ・オーウェルの 政治と英語 を挙げている。そこでオーウェルは政治が正確な用語の使用よりレトリカルに煙に巻くことを好んでいると批判した。同様にマシネスの役割は装飾的な数学の背後にある非現実的な仮定や純粋な仮説を隠すことだろうとし、ゆえに科学というより政治のようなケースであるとした。
ジャスティン・フォックスはリチャード・セイラーの著作 Misbehaving: The Making of Behavioral Economics に言及した。そこでセイラーは、現実世界の現象が主流派の数理モデルに適合しないために、経済学者がいかに現実世界の現象を無視してきたかを述べている。
ブラッドフォード・デロングはマシネスは"ある特定の政治的結果を保証するためにあらかじめミクロ基礎づけに制約を課し、自分がやっていることを無関係で無根拠な代数の吹雪の中に隠すこと"を意味していると述べた。デロングはマシネスは、ジョージ・スティグラーが独占的競争は知的に危険だと思っていたために、それを自身のモデルに含めることを拒否した時に行ったことだとした。不完全競争は干渉主義者の"計画"の端緒となりうるが、一方で潜在的な政府の失敗の大きさに無自覚であった。ゆえに方法論的原理として完全競争を仮定するモデルを要求することはスティグラーにとっての"高貴な嘘"（英: Noble Lie）であった。ポール・ローマーの問題とは完全競争には先がないのにプレスコットとルーカスが方法論的原理として完全競争に固執しているという問題を彼は解析したいということなのである。
ポール・クルーグマン はグレート・リセッションからマクロ経済学的結論を引き出すことについての論争は完全にマシネスの支配下に置かれたままの経済学部全体と経済学者が存在しているという事実によって妨げられていると考えている。

## 参照
1. ↑  Romer, Paul (2015). “Mathiness in the Theory of Economic Growth”. American Economic Review. Papers & Proceedings 105 (5):  89–93. doi:10.1257/aer.p20151066.
2. 1 2  Harford, Tim. “Down with mathiness!”. Financial Times
3. ↑  Cohen-Setton, Jérémie. “Mathiness in economics”.   Bruegel. 2016年9月18日閲覧。
4. ↑  BloombergView, Noah Smith, How 'Mathiness' Made Me Jaded About Economics
5. ↑  Bloomberg, Justin Fox, What's Wrong With 'Mathiness' in Economics?
6. ↑  BloombergView, Justin Fox, What's Wrong With 'Mathiness' in Economics?, 20.5.2015
7. ↑  ブラッドフォード・デロング（英語版）, Noah Smith, Paul Romer, "Mathiness", and Baking the Politics into the Microfoundations...
8. ↑  The New York Times, ポール・クルーグマン, The Case of the Missing Minsky